# Rai Movie
Rai Movie – włoska stacja telewizyjna o tematyce filmowej, należąca do RAI.
Rai Movie otrzymało licencję na nadawanie 1 września 1997 roku, a wystartowała 1 lipca 1999 roku jako RaiSat Cinema. Od 31 lipca 2003 roku do 31 października 2006 roku obowiązywała nazwa RaiSat Cinema World. 18 maja 2010 roku zmieniono nazwę stacji na Rai Movie.

## Logo
- 01.07.1999 → 30.07.2003 – logo podspółki RaiSat, a obok szary prostokąt ze światłem szpuli filmowej i czarnym napisem CINEMA.
- 31.07.2003 → 31.10.2006 – logo podspółki RaiSat z przedłużeniem, gdzie jest pomarańczowo-żółta kurtyna z czarnym napisem CINEMA, a pod nią żółty napis WORLD na czarnym tle tej części prostokąta.
- 01.11.2006 → 17.05.2010 – logo podspółki RaiSat, a obok pomarańczowo-żółta kurtyna z czarnym napisem CINEMA.
- od 18.05.2010 – bordowy kwadrat z białym napisem RAI, a obok bordowy napis Movie.

## Linki zwenętrzne
- Oficjalna strona internetowa www